# Scanlation
Unter Scanlation (Portmanteau-Wort aus den englischen Begriffen „Scan“ und „Translation“) versteht man digitale Scans von Comics, insbesondere Manga oder Manhwa, die von Fans in eine andere Sprache übersetzt, bearbeitet und online zum Lesen oder Herunterladen angeboten werden. Neben bei Verlagen erschienenen Werken werden auch Fanpublikationen wie Dōjinshi, die ihrerseits eine Bearbeitung bekannter Serien sind, über Scanlations weiterverbreitet. Diese Verbreitung ist von den Fanautoren jedoch regelmäßig ebenso unerwünscht, meist zumindest nicht genehmigt, wie bei Scanlations von Verlagswerken.
Eine vergleichbare Fanpraxis besteht für Anime und andere Filme in Form von Fansubs, von Fans hergestellten und veröffentlichten Untertiteln.

## Entwicklung
Mit Beginn der Popularisierung von Manga in Amerika und Europa Anfang der 1990er Jahre genügte Fans das in ihrem Markt zur Verfügung stehende Material nicht aus und sie konnten sich des sich entwickelnden Internet bedienen, um direkt Zugang zu japanischen Publikationen zu erhalten. Es entstanden Gruppen, die japanische Serien übersetzten, ohne Lizenz veröffentlichten und dem westlichen Publikum erstmals zugänglich machten. Der Bruch von Urheberrecht wurde dabei von Anfang an in Kauf genommen, um Zugang zu den Serien zu erlangen und sie zu verbreiten.
Die ersten Gruppen veröffentlichten noch Übersetzungen in reiner Textform. Der Leser musste dazu das japanische Original kaufen und konnte es mit Hilfe der Übersetzung auf Englisch lesen. Mit dem Aufkommen schnellerer Internetzugänge im Laufe der 1990er Jahre wurden dann auch die kompletten Seiten veröffentlicht. Später entstanden Plattformen, die Veröffentlichungen vieler Gruppen bündeln. Seit 2004 besteht in Australien auch eine studentische Scanlationgruppe, die Nischenwerke und japanische Webcomics übersetzt und unter dem Titel Lost in Scanlation veröffentlicht. Da sie mit Erlaubnis der Urheber agiert, sich auf Nischenwerke konzentriert und am Anfang auch von der Tokyo Foundation und Tokyopop unterstützt wurde, ist sie ein Sonderfall. 2009 untersuchte das Projekt One Million Manga Pages Scanlations durch Bildanalyseprogramm, um die Bildsprache von Mangas besser zu verstehen.
Ab Mitte der 2000er Jahre entstanden große Plattformen, darunter MangaFox und OneManga, auf denen große Mengen an Scanlations unterschiedlicher Gruppen angeboten, zusammen Millionen Aufrufe erreichen und über Werbung auch kommerziell verwertet werden. OneManga war zeitweise unter den 1000 meistaufgerufenen Websites, in einigen Ländern Südostasiens war sie sogar unter den ersten 20. Verlage reagierten darauf mit einem stärkeren Vorgehen gegen Scanlationgruppen und Plattformen, woraufhin 2010 einige große Plattformen freiwillig eingestellt – darunter OneManga – oder eingeschränkt wurden. 2019 kam es erneut zu verstärktem Vorgehen gegen Scanlationgruppen, diesmal durch die japanischen Verlage. In der ersten Hälfte des Jahres wurden Betreiber von Scanlation-Websites in Korea und den Philippinen festgenommen, im September folgten Klagen gegen die Betreiber von vier Websites in New York.

## Arbeitsweise
Die Aufgaben innerhalb einer Scanlationgruppe teilen sich üblicherweise folgendermaßen auf: Scanner digitalisieren die Originale. Diese können Teil der Gruppe sein oder die Scans werden auf andere Weise beschafft. Je nach Gruppe werden Magazine oder die späteren Sammelbandausgaben gescannt und manche gehen so weit, die Seiten herauszutrennen, was zusammen mit Nutzung der Sammelbandausgabe zu höherer Qualität führt. Übersetzer erstellen mit den digitalisierten Seiten ein Skript, in dem alle Texte mit Verweis auf ihren Ort im Comic übersetzt sind. Das Skript wird gegebenenfalls von anderen geprüft und schließlich werden die übersetzten Texte von Bildbearbeitern in die gescannten Seiten eingefügt, zuvor wurden die Originaltexte entfernt und wenn nötig beim Entfernen oder beim Scannen entstandene Bildfehler retuschiert. Danach kann noch ein weiterer Prüfdurchlauf folgen. Laut einer Scanlation-Community dauert der gesamte Prozess ein paar Stunden pro Manga-Kapitel – das sind gut etwa dutzend Seiten. Die Gruppe sowie die einzelnen Beteiligten mit Pseudonym werden in der Regel auf einer der Scanlation beigelegten Seite genannt. Die Veröffentlichung erfolgt über Seiten der Scanlationgruppen oder Scanlations gewidmeten großen Plattformen, auf denen die Seiten hochgeladen und zum Anzeigen oder Herunterladen angeboten werden können. In der Vergangenheit lief die Veröffentlichung der Scanlations lange vor allem über IRC, diese dienten auch der Kommunikation der Gruppen und manche der Kanäle haben sich lange erhalten, dann auch über Archive oder BitTorrent.
Die Größe der Scanlation-Szene lässt sich nicht genau beziffern, da die Mitglieder fast ausschließlich online und anonym agieren. Eine der größten Community-Plattformen, mangahelpers.com, listete 2011 über 100.000 Mitglieder. Teils arbeiten Scanlationgruppen auf Grundlage der chinesischen Übersetzungen von Mangas, da Übersetzer aus dem Chinesischen zahlreicher sind als Japanisch-Übersetzer. Zwischen den Grupen gibt es teils regen Austausch, manche sind Mitglieder mehrerer Gruppen. Unter den Gruppen gibt es verschiedene Ziele und Schwerpunkte: Die älteren konzentrieren sich eher auf anspruchsvolle Serien oder Klassiker, während jüngere aktuelle und beliebte Serien übersetzen. Das Ansehen innerhalb der Szene ist daher je nach Gruppenzugehörigkeit und persönlicher Zielstellung unterschiedlich: Während manchem die Verbreitung unbekannter Werke wichtig ist, geht es anderen eher um hohe Zugriffszahlen und Bekanntheit.
Bei der Übersetzung und Bearbeitung sind Scanlationgruppen meist bemüht, möglichst nah am Original zu bleiben und die kulturellen Eigenheiten des Originals zu bewahren – im Gegensatz zur teilweise von Verlagen angewendeten Praxis, ein Werk kulturell anzupassen und den Leser möglicherweise irritierende, fremde Elemente zu ersetzen oder zu entfernen. Dazu zählen bei Übersetzungen von Mangas beispielsweise die Leserichtung, die japanische Anrede von Personen oder Lautmalereien. In Scanlations kommt es vor, dass solche Elemente belassen werden und auf die Vertrautheit des Lesers mit der fremden Kultur erwartet wird oder diese Elemente durch Fußnoten erläutert werden. James Rampant spricht hier von einer Form der „foreignization“ im Übersetzungsprozess.

## Rechtliche und ethische Problematik
Da Scanlations in der Regel nicht-genehmigte Veränderungen und Veröffentlichungen von Werken sind, die vom Urheberrecht geschützt werden, stellen sie Urheberrechtsverletzungen dar und sind illegal. Sie können daher auch strafrechtlich verfolgt werden. So wurden 2015 in Japan drei Männer festgenommen, die ein aktuelles Magazin bei Auslieferung an die Läden gescannt und weitergegeben haben sollen, das schließlich noch vor dem japanischen Veröffentlichungstermin in englischer Übersetzung auf einer Online-Plattform gezeigt wurde. Darüber hinaus werden Scanlations für wirtschaftliche Schäden von Verlagen und Urhebern verantwortlich gemacht, insbesondere durch die Bereitstellung großer Mengen von Serien auf Plattformen, die mit Werbeeinblendungen auch Geld an den Scanlations verdienen. Manche Scanlationgruppen und Plattformen wurden auf Druck von Rechteinhabern geschlossen.
Scanlationgruppen sind sich der rechtlichen wie ethischen Problematik bewusst. Sie beenden daher meist die Veröffentlichungen, wenn eine lizenzierte Fassung in der jeweiligen Sprache auf den Markt kommt und rufen oft auch zum Kauf der legalen Veröffentlichung auf. Sie argumentieren, dass sie eine für Fans wichtige Dienstleistung bieten: Mangas anbieten, die noch nicht, lange nicht oder womöglich nie lizenziert werden oder die ärmere Leser sich nicht leisten können. Auch dass sie Serien überhaupt erst einem westlichen Publikum bekannt machen oder eine noch nicht lizenzierte Vielfalt des Mediums zeigen wollen. Sie schaffen damit eine Fanbasis, ehe eine lizenzierte Ausgabe erscheint. Leser von Scanlations begründen ihren Konsum – in der Regel nur in der Anonymität online – damit, dass sie sich den Comic nicht leisten können oder wollen, dass sie nicht auf eine offizielle Veröffentlichung warten wollen oder einen Zugang zu Buchläden haben, die diese führen. Viele Verlage tolerieren daher Scanlations, wenn es sich um reine Fanaktivität handelt, die ein Werk erstmals bekannt macht. Manche Gruppen jedoch setzen Veröffentlichungen auch nach einer offiziellen Lizenzierung fort. Diese haben daher auch in Teilen der Scanlation-Szene einen schlechten Ruf.

## Auswirkungen und Bedeutung
Laut einer nicht-repräsentativen Befragung von 2006 und 2007 lasen 65,5 % der Anime- und Manga-Fans in Europa Scanlations. Manche Autoren argumentieren deswegen, dass einige Serien eine viel größere Leserschaft über Scanlations erreichen als über offizielle Ausgaben. Der Verbreitung von Mangas über Scanlation wird daher auch zugeschrieben, einen Beitrag zu deren zunehmender Popularität seit den 1990er Jahren geleistet zu haben. Scanlations können Werke überhaupt erst bekannt machen und schaffen eine Fanbasis, ehe eine lizenzierte Ausgabe erscheint. Sie bedienen Nischen und können den Druck zu Nachbearbeitung oder Zensur wegen juristischen oder gesellschaftlichen Drucks umgehen, insbesondere bei erotischen Werken, und sind daher oft originalgetreuer als offizielle Übersetzungen. Eine große Zahl an Werken ist für eine kommerzielle Auswertung nicht attraktiv, da sie keine Einnahmen verspricht beziehungsweise ein zu großes Risiko darstellt. Über Scanlations werden diese dennoch einem neuen Publikum zugänglich, sodass Märkte für diese Nischen überhaupt erst entstehen können sowie ein niedrigschwelliger kultureller Austausch stattfinden kann.
Zugleich entstand dadurch in Europa, Amerika und Asien außerhalb Japans eine Generation von Fans, die den Zugriff auf kostenlose, übersetzte digitale Manga gewohnt ist und in der einige vor allem Scanlations konsumieren, sodass Verlagen in Japan und in den Importmärkten Einnahmen entgehen. Die Erwartungshaltung, Mangas sehr schnell nach ihrer Veröffentlichung in Japan, digital und kostenlos lesen zu können, können die lokalen Verlage nicht gerecht werden. Der Rückgang von Manga-Verkäufen im US-Markt um 2010 wird auch auf die Konkurrenz durch Scanlations zurückgeführt. 2010 schlossen sich daher japanische und amerikanische Verlage zusammen, um vor allem kommerzialisierte Scanlations aktiv zu bekämpfen. 30 Gruppen sowie mehrere Plattformen wurden unter Druck gesetzt, die Verbreitung von Scanlations einzustellen. Daraufhin haben mehrere Plattformen ihr Angebot freiwillig eingestellt (bspw. OneManga) oder auf nicht im Zielmarkt lizenzierte Werke eingeschränkt (bspw. MangaFox). Während Scanlationgruppen und -nutzer argumentieren, man würde Verlage damit unter Druck setzen Mangas auch digital anzubieten, schrecken japanische Verlage vor der Ausgabe von Lizenzen für Digitalisate eher zurück, weil sie befürchten damit illegale Kopien noch zu fördern.
Die von Scanlationgruppen praktizierte, sehr originalgetreue Übersetzung und Bearbeitung hat sich mit der Zeit auch bei lizenzierten Veröffentlichungen von Mangas weitgehend durchgesetzt. Die Verlage haben damit auf den Erfolg der Scanlations und die daraus folgenden Wünsche der Leser reagiert und erkannt, dass diese Form der Übersetzung von ihren Kunden angenommen oder sogar erwartet wird. So werden seit Beginn der 2000er Jahre die in Europa und Amerika veröffentlichten Mangas im Gegensatz zu früher nicht mehr gespiegelt, Verweise auf die japanische Kultur bleiben erhalten und werden erläutert und teilweise bleiben auch japanische Anreden und Lautmalereien in der Originalform erhalten beziehungsweise werden nur transkribiert.